# 鋼之鍊金術師 嘆息之丘的聖星
《鋼之鍊金術師 嘆息之丘的聖星》，是2011年7月2日上映的日本動畫電影。

## 概要
《鋼之鍊金術師 嘆息之丘的聖星》改编自荒川弘创作的少年漫画《鋼之鍊金術師》。本电影的制作决定发表于2010年7月，正时电视动画「鋼之鍊金術師 FULLMETAL ALCHEMIST」完结，而正式发表本作则是在同年的11月。

## 故事大綱
此劇場版的時序在漫畫第11期及12期之間，故事背景跟原著相同，架構在一個鍊金術相當發達的世界，鍊金術是必須按照「等價交換」來理解、分解及再構造物質。希望讓母親復活的艾力克兄弟由於曾進行禁忌的人體鍊成失敗，導致愛德失去了左腳、阿爾失去了身體。於是愛德犧牲了右手，將阿爾的靈魂安置在盔甲裡。之後，為了回復失去的身體，二人決定踏上尋找「賢者之石」的旅程。
劇場版中，艾力克兄弟目擊了一名逃犯所施展的強大鍊金術，為了追問更多關於鍊金術的事情，於是追踪犯人到達位處西方邊境、與鄰國克萊塔相接的特普市（桌之城）。這個過去是米洛斯人的聖地，正面臨亞美斯多利斯與克萊塔的爭奪戰。相傳只要擁有被稱為「鮮血之星」的賢者之石，就可以獲得強大力量，足以使米洛斯人復國並奪回聖地。在這裡，艾力克兄弟遇見一名少女，並得知當地過去發生的慘劇。

## 登場角色

### 原作角色
- 愛德華·艾力克 （配音员：日本：朴璐美、香港：袁淑珍）

- 艾爾凡斯·艾力克 （配音员：日本：釘宮理惠、香港：陳凱婷）

- 雲尼·諾貝爾 （配音员：日本：高本惠、香港：陳雪瑩）

- 萊·馬斯丹 （配音员：日本：三木真一郎、香港：蔡忠衛）

- 莉莎·霍克愛 （配音員：日本：折笠富美子、香港：顧詠雪）

- 亞力士·路易·阿姆斯壯 （配音員：日本：内海賢二、香港：何偉誠）

- 海曼斯·普雷達 （配音員：佐藤美一）

### 原創角色
- 茱莉亞·克萊頓 （配音员：日本：坂本真綾、香港：蔡雁紅）

居住在亞美利斯特利斯和古雷達的軍事邊境線地區的16歲少女。她的表情雖然低沉，彷彿背負著不為人知的過去 ，但卻讓人感到她的堅強。既神秘莫測又惹人愛憐。
故事後期得到了賢者之石，以其力量壓倒性擊倒阿托拉斯，並與愛德、阿爾馮斯還有羅伊一起堵塞古雷達的熔岩攻擊。
最後以剩餘的賢者之石與左小腿做為代價救回了哥哥亞修雷快逝的生命。
- 梅爾賓·波賈[2]（阿托拉斯[3]） （配音員：日本：森川智之、香港：陳健豪）

由於犯搶劫傷害罪而被判入獄五年，從亞美斯多利斯中央監獄逃獄後把頭髮紮起來，脖子周圍被巨大的傷覆蓋。
精通鍊金術，如謎一般的男子。其實他是當年殺害茱莉亞雙親，以及奪去亞修雷·克萊頓的面孔的古雷達軍人，後來被真正的亞修雷殺死。
- 亞修雷·克萊頓 （配音員：日本：木內秀信、香港：陳健豪）

古雷達軍方的中校，故事中的神秘面具男，是為茱利亞·克萊頓的親哥哥。
當年被阿托拉斯剝下面孔及腋下皮塊且差點被殺死，藉由雙親研究用的一小塊賢者之石勉強活了下來。故事後期與茱莉亞對峙，全身被燒焦、失去左手，性命垂危。
最後茱莉亞以賢者之石與左小腿做為交換，救回性命並恢復容貌，繼續以古雷達中校的身份生存。
- 彼得·索尤斯 （配音員：日本：梅津秀行、香港：李家輝）

亞美斯多利斯軍方的少校，負責管理西方邊境特普市，是個很勢利的人。欲對艾力克兄弟不利，奪取賢者之石以謀利，被阿托拉斯有機可乘，並失去特普市控制權。為逃避罪責企圖伏擊馬斯丹失手被擒，被押解回中央市。
- 米蘭達 （配音員：日本：玉川砂記子、香港：王慧珠）

米洛斯人所組成的「黑蝙蝠」組織的實質領袖，為了復興祖國而戰。故事後期被偽裝成亞修雷的阿托拉斯殺害，成為賢者之石的祭品。
- 亞蘭 （配音員：日本：星野貴紀、香港：梁皓翔）

「黑蝙蝠」的核心成員之一，米蘭達的左右手。實際上是古雷達軍方的間諜，故事後期被偽裝成亞修雷的阿托拉斯殺害，成為賢者之石的祭品。
- 托尼 （配音員：日本：川田紳司、香港：何偉誠）

「黑蝙蝠」的成員之一，有著一張長臉及高挑身材。
- 狼人合成獸 （配音員：日本：最上嗣生（日语：最上嗣生）、香港：何偉誠）

古雷達所屬，亞修雷·克萊頓的部下。受亞修雷之命暗地保護茱莉亞。
- 狼人合成獸2 （配音員：早志勇紀）

古雷達所屬，亞修雷·克萊頓的部下。受亞修雷之命暗地保護茱莉亞。
- 巴塔寧 （配音員：日本：屋良有作、香港：李家傑）

「黑蝙蝠」的成員之一，醫療系的鍊金術師。
- 干沙利斯 （配音員：日本：岸野幸正、香港：李家傑）

米洛斯人的機械鎧老技師。
- 貝多洛 （配音員：日本：古島清孝、香港：袁德基）

米洛斯的年輕人，在動亂中失去父母，現以復興米洛斯為志。後被狼人合成獸殺害。
- 卡莉娜 （配音員：日本：東山奈央、香港：顧詠雪）

米洛斯的小女孩，相當憧憬茱莉亞。
- サントス - 小杉竜一（黑色美乃滋）

- カルロス - 吉田敬（黑色美乃滋）

## 製作人員
- 原作 - 荒川弘「鋼之鍊金術師」（史克威爾艾尼克斯刊）
- 監督 - 村田和也
- 腳本 - 真保裕一
- 角色設計・總作畫監督 - 小西賢一
- 機械設計 - 荒牧伸志
- 美術設計 - 岡田有章
- 美術監督 - 岡田有章、小倉一男
- 色彩設計 - 沼畑富美子
- 攝影監督 - 武井良幸
- 音樂 - 岩代太郎
- 音響監督 - 三間雅文
- 動畫制作 - BONES
- 製作 - 鋼之鍊金術師2011製作委員會
- 配給 - 松竹、Aniplex

## 主題歌
片頭曲
- 「Chasing Hearts」

主唱：miwa
作詞・作曲：miwa
編曲：Naoki-T
片尾曲
- 「GOOD LUCK MY WAY」

主唱：L'Arc〜en〜Ciel
作詞：hyde
作曲：tetsuya
編曲：L'Arc〜en〜Ciel & Akira Nishihira
註：《GOOD LUCK MY WAY》作為這次劇場版「鋼之鍊金術師 嘆息之丘的聖星」的主題歌。

## 備註
1. ↑  「キネマ旬報」2012年2月下旬決算特別号 206頁
2. ↑  偽名。本物のメルビン・ボイジャーは、9年前にセントラルへ出稼ぎに行った身寄りのない男で、作中では最後まで消息不明のままであった。
3. ↑  エンドロールのクレジットではこちらの表記。

## 外部連結
- （日語）鋼の錬金術師 嘆きの丘の聖なる星 官方網站 （页面存档备份，存于）
- （繁體中文）now電影專頁[永久]
- （繁體中文）鋼之鍊金術師 嘆息之丘的聖星 痞客邦 PIXNET（向洋影業） （页面存档备份，存于）
- （繁體中文）2011電影版-嘆息之丘的聖星-官方網站（普威爾國際）